# Romansk stil

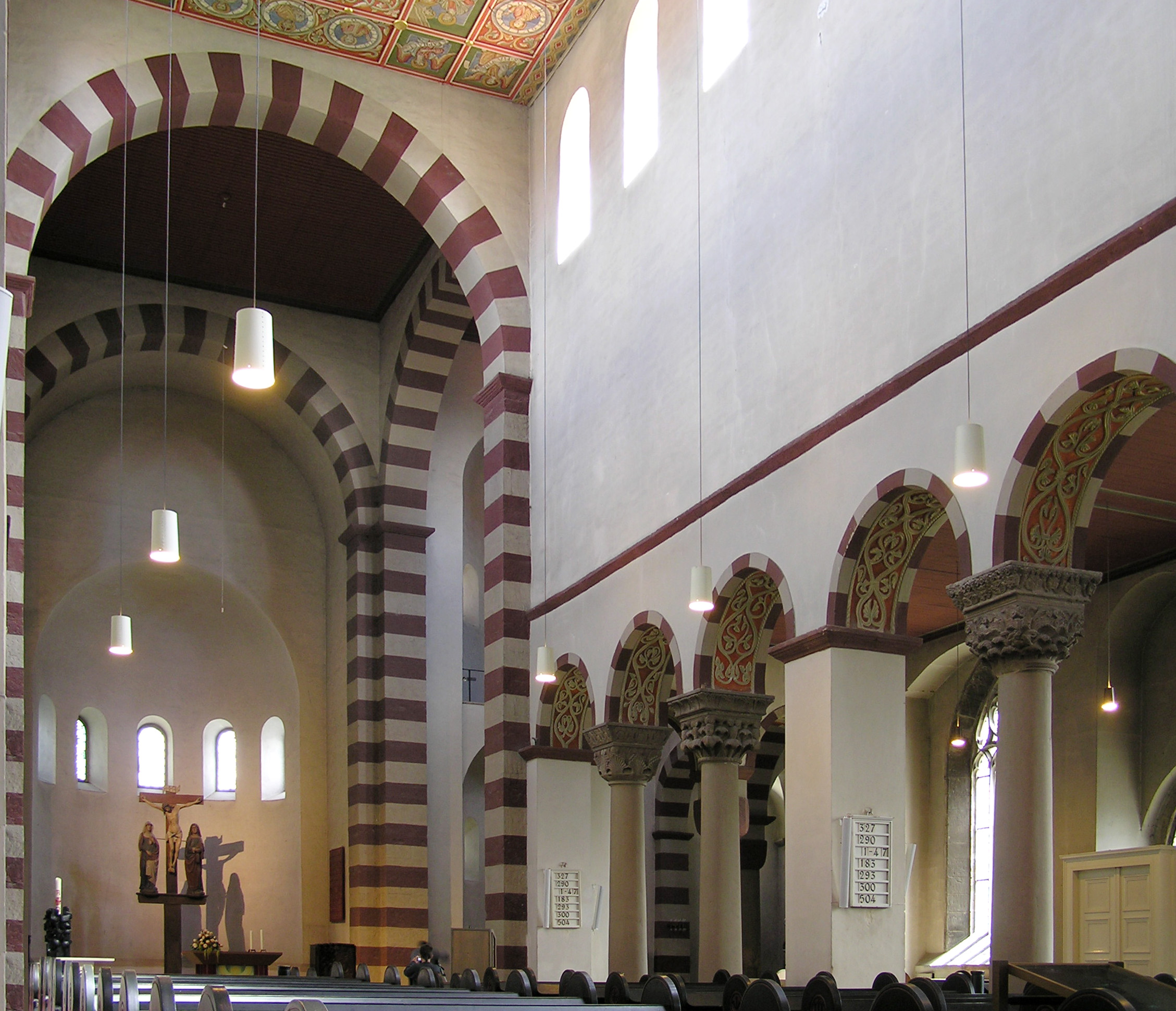
Sankt Michaelskyrkan i Hildesheim.

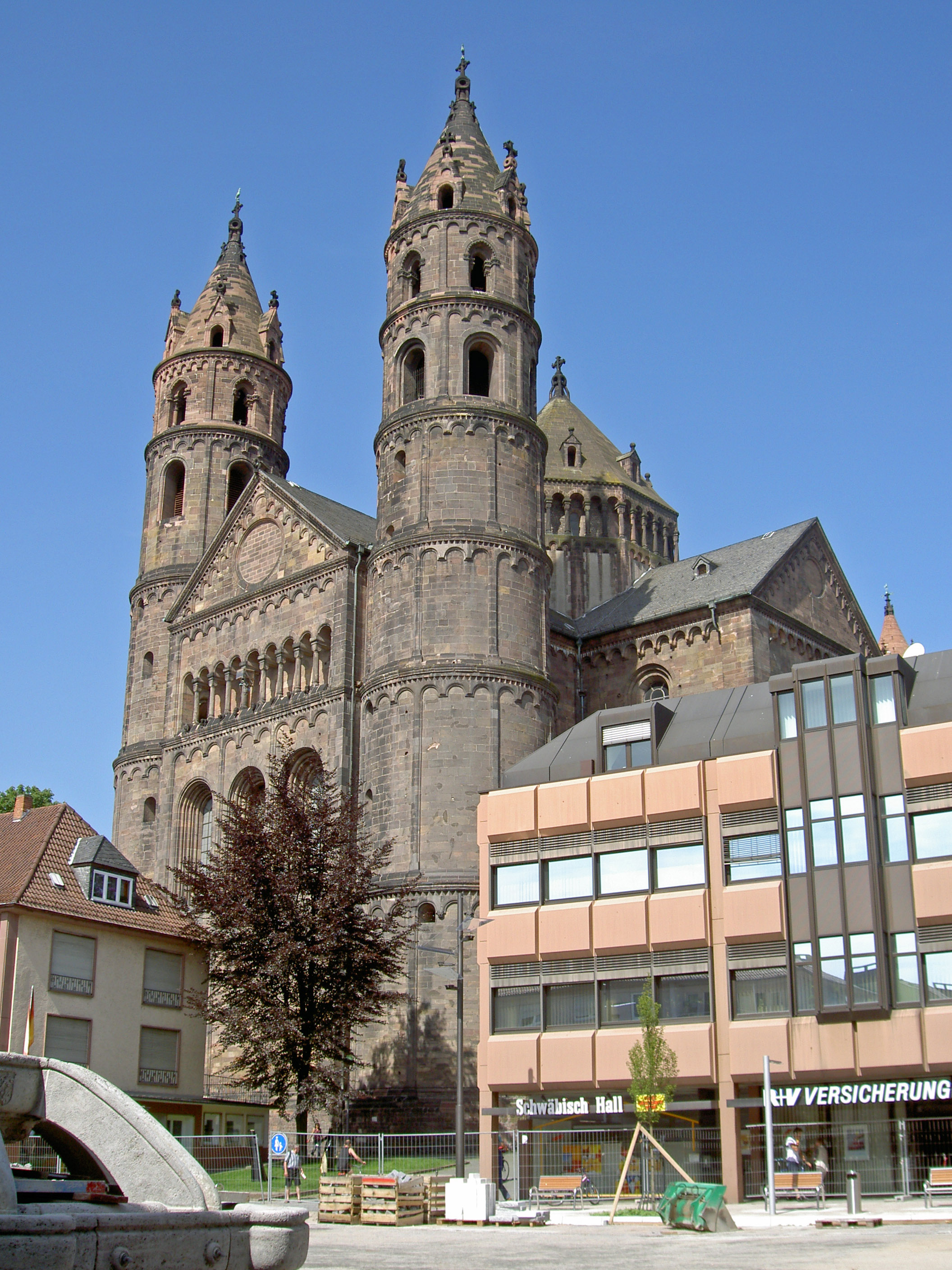
Katedralen i Worms.

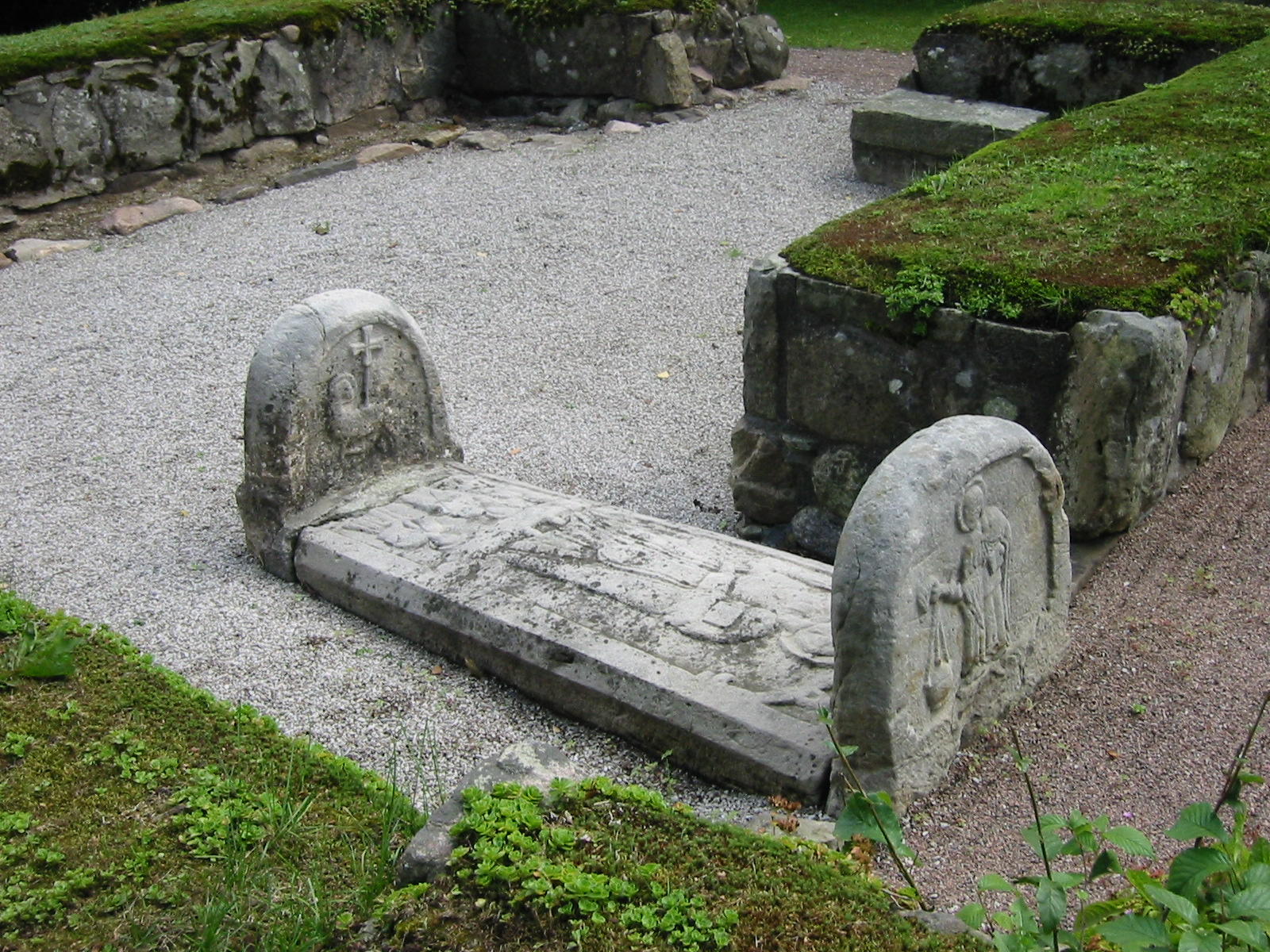
Gravvård med romanska reliefer vid ruinen av Bosarps gamla kyrka.

Romansk stil (även romanik eller förgotisk stil) var den stil inom västeuropeisk arkitektur, skulptur, måleri och hantverk som uppstod vid mitten av 900-talet, som en följd av Karl den stores renässans av konsten, och som på flera håll dominerade konsten från omkring 1050 till mitten av 1200-talet.
På medeltiden betraktades inte skulptur, arkitektur och måleri som enskilda enheter i förhållande till varandra. Tvärtom ansåg man att dessa skulle medverka och försköna det enda verk som ansågs betydelsefullt: den kyrkliga byggnad som menigheten uppförde åt världens skapare.
Den romanska konsten är främst nyskapande fastän den använder germanska, bysantinska, islamiska och armeniska element. En tanke med den romanska konsten är att knyta an till antikens Rom. Den kyrkliga arkitekturen var den romanska konstens mest typiska uttrycksform. Förutom barocken har ingen europeisk stil haft en sådan spridning som den romanska.

## Arkitekturen
Valvet är det mest dominerande inslaget i arkitekturen. Att kyrkorna blev periodens mest dominerande byggnader är inte så konstigt, då den katolska kyrkan var den rikaste, mest kultiverade och allestädes närvarande organisationen. Man byggde även bostadshus, slott och borgar, men det är främst katedralerna som överlevt till våra dagar.
Rundbågestilen är det mest utmärkande i arkitekturen. Eftersom rundbågen och många detaljer ytterst är ett arv från den romanska konsten får stilens benämning också en mening. Stilskapande länder var Frankrike, särskilt Burgund, men även Sydvästfrankrike-Spanien, samt norra Italien och de tyska Rhenländerna.
Den romanska stilen är den första intereuropeiska konststilen. Den spreds med präster och munkar, som skickades ut att anlägga kloster i Europas randområden, samt med pilgrimer och korsfarare. Utefter Europas pilgrimsvägar uppfördes stora katedraler. De lokala variationerna är många och stora, men i sina grunddrag präglas arkitekturen av kraftiga, tunga murar, starka nog att själva kunna bära upp trycket från valven.
Större kyrkor är utformade som basilikor till vilka lagts tvärskepp och torn. Vanligast är två torn i väster, i Centraleuropa dessutom två östtorn, samt centraltorn över korsmitten. I Norden, där den romanska stilen sammanfaller med den första kristna tiden, är Lunds domkyrka dess förnämsta monument och ett utmärkt exempel på stilens internationella anknytning.

## Konsten
Mindre föremål, särskilt kläder och inredningstextilier, har till största delen försvunnit, men man får en uppfattning om dem genom avbildningar i kyrkorna.
Det kan noteras att den romanska bildkonsten är intimt knuten till kyrkobyggnaden, som blev ett slags illuminerad bibel för icke läskunniga. Måleriet genomgick dock inte lika snabb förändring som övrig konst. Det bysantinska och gammalkristna inflytandet är påfallande både inom måleriet och skulpturen, som präglas av stark stilisering, övermänsklig upphöjdhet, enkelhet och medvetet avståndstagande från verkligheten. Så framställs till exempel Kristus i krucifixen som den krönte konungen som triumferar över döden – i motsats till den efterföljande gotikens lidande martyr.
Stenskulptur möter man främst i katedralerna och i Norden blev Lund ett viktigt centrum, ett slags nordisk skulpturhögskola. Den rikaste utvecklingen ägde dock rum på Gotland. Dopfuntar med fantasifulla framställningar exporterade härifrån till hela östersjöområdet, och gotländska stenmästare gjorde betydande insatser på fastlandet. Den romanska träskulpturen, som är bättre bevarad i Sverige än något annat land, består huvudsakligen av triumfkrucifix och madonnabilder.
Väggmåleriet spred sig från Italien och vann snabb utbredning i de mest välmående delarna av Norden. I Danmark byggdes under den här perioden omkring 2000 kyrkor, och i Sverige ser man den idag bäst representerad i Skåne och på Gotland. Den här typen av måleri saknade tradition i Skandinavien och utfördes först av inkallade målare. Den bysantinska stilen är här starkare än inom övrig bildkonst: figurerna framställs en face, platta och utan skuggning.